# Joseph Quinn
Joseph Anthony Francis Quinn (Londres, Inglaterra, 26 de enero de 1994) es un actor y modelo británico. Es conocido por su papel como Eddie Munson en la cuarta temporada de la serie de Netflix, Stranger Things.
Quinn ganó prominencia a través de sus papeles en la serie de BBC One, Dickensian (2016) y Howards End (2017), y la serie de Sky Atlantic, Catherine the Great (2019). También tuvo papeles secundarios en Les Misérables (2018) y Strike (2020), también en BBC One. Fue nombrado Estrella Internacional del Mañana 2018.

## Biografía
Joseph Anthony Francis Quinn nació el 26 de enero de 1994 y creció en el sur de Londres, Inglaterra. Asistió a Emanuel School, una escuela privada, desde 2007 hasta 2012, donde recibió una beca como parte de su programa académico de teatro. En 2015, se graduó de la escuela de teatro en la Academia de Música y Arte Dramático de Londres (LAMDA).

## Carrera
Joseph Quinn hizo su primera aparición en televisión en un episodio de la serie "Postcode" de la cadena CBBC en 2011. 
Tras graduarse de LAMDA, fue elegido para la serie de BBC One "Dickensian" como el personaje principal, Arthur Havisham. En 2017, protagonizó la serie "Howards End" como Leonard Bast, un joven empleado de banco, junto a Hayley Atwell. Ese mismo año, encabezó el cortometraje "KIN" y apareció en un episodio de la temporada 7 de la serie de HBO "Game of Thrones" como Koner, un soldado de los Stark.
En cuanto al teatro, ha actuado en el National Theatre y Off West End. Fue galardonado como Mejor Actor en una producción de estudio en los Manchester Theatre Awards 2017 por su actuación en "Wish List".
En 2018, interpretó a Enjolras en la adaptación de BBC One de "Les Misérables" y debutó en cine con "Overlord". Al año siguiente, protagonizó, junto a Molly Windsor, la película de suspenso "Make Up" e interpretó a Tsarevich Pavel en la miniserie de Sky Atlantic "Catherine the Great". Prestó su voz a Will Ladislaw en una adaptación de "Middlemarch" de BBC Radio 4. En 2020, apareció en la serie de BBC One "Strike" y en "Mangrove", parte de la antología televisiva "Small Axe" de Steve McQueen.
En 2022, Quinn adquirió fama internacional con su papel de Eddie Munson en la cuarta temporada de "Stranger Things". Fue seleccionado para el papel en 2019, y aunque la lectura del guion tuvo lugar a principios de 2020, las grabaciones se realizaron un año después debido a la pandemia, retrasando el estreno de la primera parte hasta mayo de 2022. Además, fue nominado para un Premio Saturn al Mejor Actor de Reparto en una Serie de Streaming por su actuación.
A finales de julio de 2022, Joseph firmó con la agencia de talentos americana CAA. En octubre del mismo año, se convirtió en la imagen oficial de la fragancia "Gris Dior". Además, en el Newport Beach Film Festival Honors de 2022, fue seleccionado por Variety como uno de "10 Actors to Watch". Posteriormente, en noviembre de 2022, fue homenajeado como Hombre del Año por British GQ.
En noviembre de 2022, se anunció que se uniría al proyecto cinematográfico "A Quiet Place: Day One", un spin-off basado en una idea de John Krasinski, quien dirigió y protagonizó las dos primeras películas. Tras su papel en "Stranger Things", Paramount le ofreció el papel principal en este spin-off junto a Lupita Nyong'o. Las primeras imágenes de la película impresionaron a los ejecutivos de Paramount debido a la actuación de Quinn y la de la ganadora del Oscar, Lupita Nyong'o.
En abril de 2023, se anunció que Joseph Quinn se uniría a la secuela de "Gladiator", dirigida por Ridley Scott, en el papel del Emperador Geta, compartiendo pantalla con Paul Mescal, Denzel Washington y Pedro Pascal.
En febrero de 2024, Marvel Studios reveló el elenco de su próxima película de "Los Cuatro Fantásticos", confirmando la participación de Joseph Quinn como Johnny Storm (Antorcha Humana), Pedro Pascal como Reed Richards (Mr. Fantastic), Vanessa Kirby como Sue Storm (Mujer Invisible) y Ebon Moss-Bachrach como Ben Grimm (The Thing). Además, Quinn estaba en conversaciones para unirse a una película de guerra sin título de A24, codirigida por Ray Mendoza y Alex Garland, con Charles Melton como protagonista.

## Filmografía

### Cine
| Año  | Título                          | Papel          | Director(a)      |
| ---- | ------------------------------- | -------------- | ---------------- |
| 2018 | Overlord                        | Grunauer       | Julius Avery     |
| 2019 | Make Up                         | Tom            | Claire Oakley    |
| 2023 | Hoard                           | Michael        | Luna Carmoon     |
| 2024 | A Quiet Place: Day One          | Eric           | Michael Sarnoski |
| 2024 | Gladiator 2                     | Emperador Geta | Ridley Scott     |
| 2025 | Warfare                         | Sam            | Alex Garland     |
| 2025 | The Fantastic Four: First Steps | Johnny Storm   | Matt Shakman     |

### Televisión
| Año  | Título              | Papel           | Cadena                         | Notas                                       |
| ---- | ------------------- | --------------- | ------------------------------ | ------------------------------------------- |
| 2011 | Postcode            | Tim             | CBBC                           | 1 episodio                                  |
| 2016 | Dickensian          | Arthur Havisham | BBC One                        | 19 episodios                                |
| 2017 | Game of Thrones     | Koner           | HBO                            | 1 episodio: 7x4 "The Spoils of War"         |
| 2017 | Howards End         | Leonard Bast    | Starz                          | Miniserie - 4 episodios                     |
| 2017 | Timewasters         | Ralph           | ITV2 (UK) CBC Gem (US)         | 2 episodios                                 |
| 2018 | Los miserables      | Enjolras        | BBC one                        | Miniserie - 3 episodios                     |
| 2019 | Catherine the Great | Tsarevich Pavel | HBO                            | Miniserie - 4 episodios                     |
| 2020 | Strike              | Billy Knight    | BBC One                        | 4 episodios                                 |
| 2020 | Small Axe           | Pc Dixon        | BBC One (UK) Amazon Prime (US) | 1 episodio: "Mangrove"                      |
| 2022 | Stranger Things     | Eddie Munson    | Netflix                        | 8 episodios: Cuarta Temporada (vol1 - vol2) |

### Cortometrajes
| Año  | Título    | Papel | Director(a)                                        |
| ---- | --------- | ----- | -------------------------------------------------- |
| 2015 | Instinct  | Dan   | Nathan Hamilton y Henry Leroy-Salta                |
| 2017 | KIN       | Jamie | Helena Middleton                                   |
| 2018 | The Hoist | Hash  | Josef Davies, Henry Leroy_Salta y Callum Woodhouse |

### Teatro
| Año  | Título     | Papel  | Director(a)         |
| ---- | ---------- | ------ | ------------------- |
| 2016 | Deathwatch | Morris | Geraldine Alexander |
| 2017 | Wish List  | Dean   | Matthew Xia         |
| 2017 | Mosquitoes | Luke   | Rufus Norris        |

### Videojuegos
| Año  | Título                  | Papel    | Notas   |
| ---- | ----------------------- | -------- | ------- |
| 2022 | The Lords of the Fallen | Narrador | Tráiler |

## Nominaciones
| Año  | Premiación                | Categoría                                        | Proyecto        | Resultado |
| ---- | ------------------------- | ------------------------------------------------ | --------------- | --------- |
| 2022 | Premios Saturn            | Mejor Actor de reparto en una serie de streaming | Stranger Things | Nominado  |
| 2022 | Premios Hombre del Año GQ | Mejor Actor Internacional                        | Stranger Things | Ganador   |
| 2023 | MTV Movie and TV Awards   | Breakthrough Performance                         | Stranger Things | Ganador   |
| 2023 | SEC Awards                | Mejor Actuación en una serie internacional       | Stranger Things | Pendiente |